# 三树镇
三树镇，是中华人民共和国江苏省淮安市淮阴区下辖的一个乡镇级行政单位。

## 行政区划
三树镇下辖以下地区：
三树社区、蒋集社区、张桥村、跃进村、新星村、联盟村、周集村、三坝村、渠北村、四门闸村、树西村、汪洼村、梨园村、三岔村和高尚村。